# Capo Ferrato
Capo Ferrato è un capo e promontorio della costa orientale della Sardegna, che si protende nel Mar Tirreno. Amministrativamente è una frazione del comune di Muravera, nella città metropolitana di Cagliari.

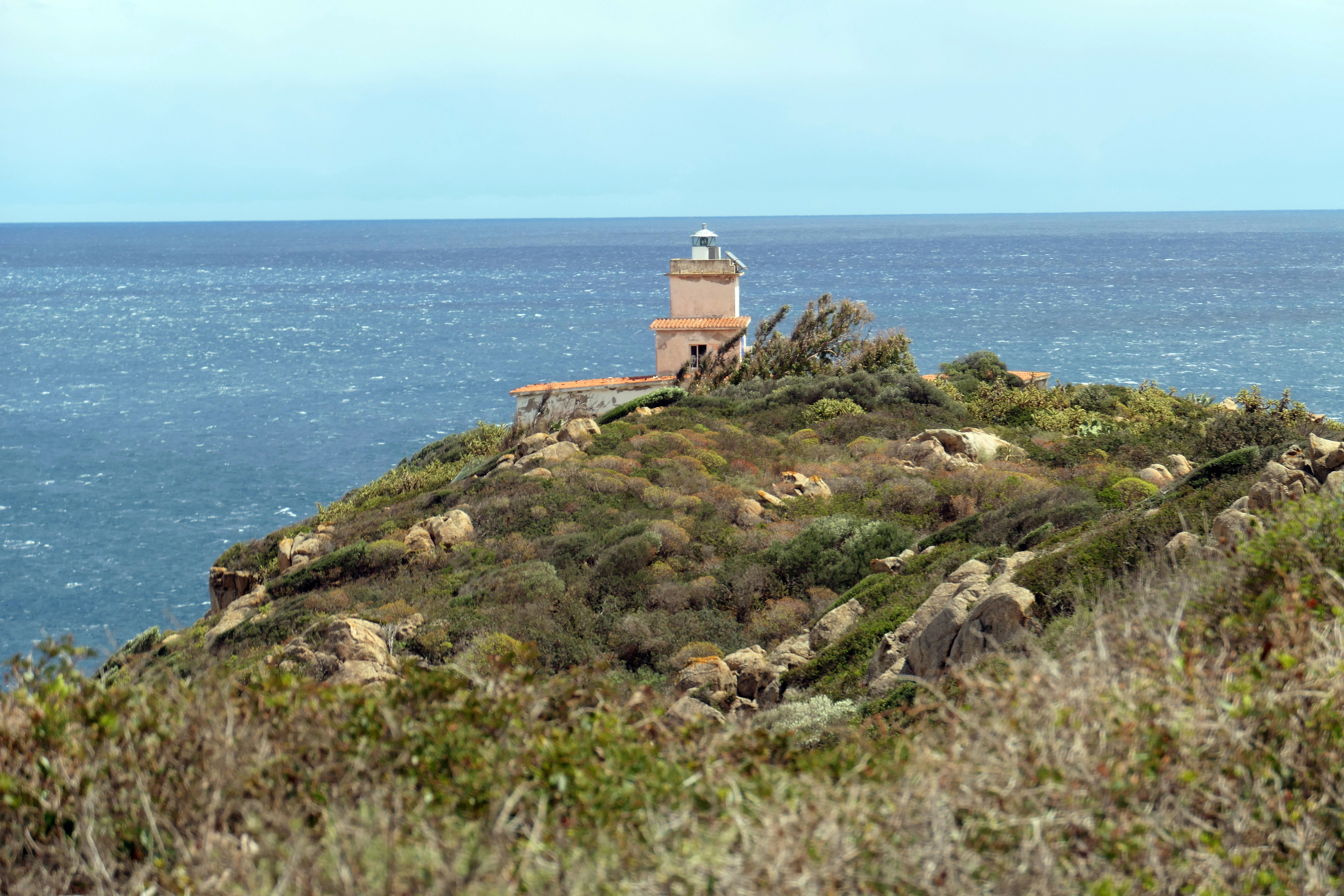
Faro di Capo Ferrato